# Gemini (magyar együttes)
A magyar Gemini rockegyüttest 1964-ben alapította Várszegi Gábor.
Az együttes első felállása ez volt: Várszegi Gábor (basszusgitár), Bardóczi Gyula (dob), Németh Dezső (szólógitár), Petneházy Gábor (szaxofon), Pusztai István (ritmusgitár), Szabó György (ének). 1971-ben Rusznák Iván és Papp Imre csatlakozott a zenekarhoz.
Eleinte a Zrínyi utcai BM Tisztiklubban léptek fel, főleg angol–amerikai slágerekkel, de zenéltek a Volán klubhelyiségében, a Citadella-diszkóban és a Gemini sétahajóján is, itt heti két alkalommal, divatbemutatókkal egybekötve Szedres Mariann manökennel. Akkoriban a Gemini együttes volt az első, aki bemutatóval egybekötött műsort adott. A Taurus Gumigyár kultúrtermében ugyancsak felléptek, heti rendszerességgel. 

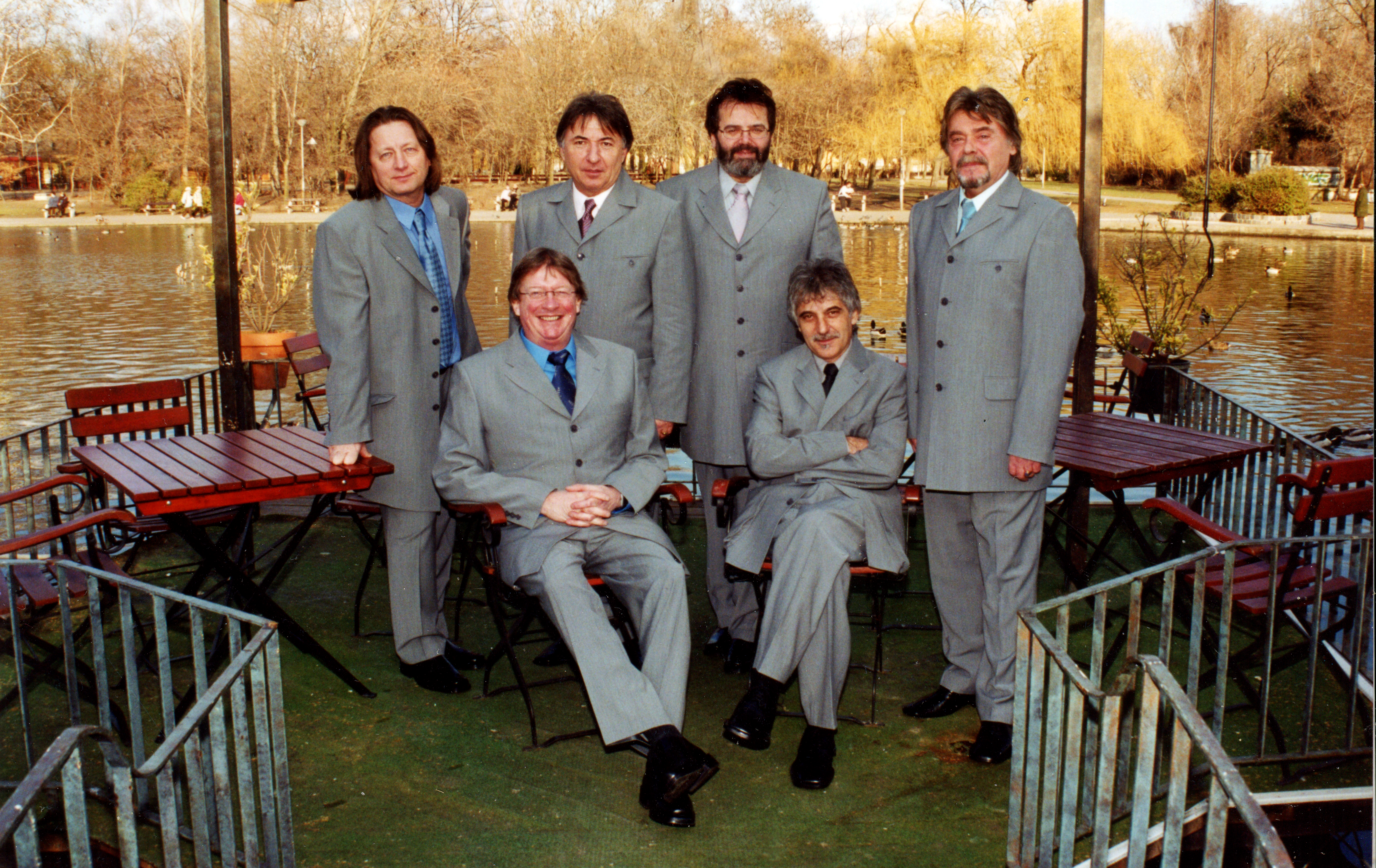
Rózsavölgyi Gyöngyi felvétele

Budapesti klubjuk is alakult a 70-es években, állandó tagokkal, nyáron klubjuk volt a Balaton mellett, ami akkoriban az egyetlen ilyen szórakozóhely volt. Különböző vidéki nagyvárosokban, így Miskolcon, Kaposvárott, Nagykanizsán stb. sorra alakultak a Gemini-klubok. Rajongóik tábora napról napra nőtt és mindezt elérték egyetlen hanglemez, rádió- vagy tv-fellépés nélkül. 1970-ben már tizenkét klubjuk volt, ez Magyarországon akkorban egyedülálló volt.
Victor Máté, aki akkoriban a rádió munkatársa volt, segítette és motiválta a zenekart, hogy kezdjenek magyar nyelvű dalokat írni. A Lívia című dal hallatán, ami Victor Máté szerzeménye volt, az együttes is kedvet kapott és elkezdett dalokat írni.
Ezt követően megjelentek az együttes első lemezei, rádiófelvételei, valamint több musicalben is részt vettek. Bejárták az országot (Gemini-klubok) és Bécstől Habarovszkig a „környéket”. Legnépszerűbb dalaik a korabeli Deep Purple-, Santana-, Bee Gees-slágereken kívül a Vándorlás a hosszú úton, Néked csak egy idegen, Azon a szombat éjszakán, Semmi sem tart örökké stb. voltak.
A CD, az egykor az Ifipark egyik legjobb buliegyüttesének tartott zenekar legtöbb szövegét anno Várszegi Gábor írta. Lemezein az Állami Hangversenyzenekar vagy a MÁV Szimfonikusok is közreműködött Várszegi Gábor ötletére.
A Geminiben tíz évig Várszegi Gábor vitte az üzleti ügyeket, az ORI-ban éppúgy, mint a vidéki művelődési házakban.
A Gemini tíz év után jutott el odáig, hogy nagylemeze (LP) legyen. Ám alighogy elkészült az album, Várszegi összekülönbözött a többiekkel. Vikidál Gyulát, az akkor még ismeretlen énekest akarta behozni a csapatba, de a többiek nem értettek vele egyet. Nem sokkal a kilépését követően a Gemini fel is oszlott.
1973-ban Koncz Zsuzsával és Orszáczky Miklóssal együtt közreműködtek Bágya András – Huszár Erika A Fekete tó legendája c. rockmusicaljében, majd az angol Tremeloes együttes előzenekaraként léptek fel a Kisstadionban. A Gemini 1973-ban megnyerte a Tessék választani! és a Made in Hungary közönségdíját.
A Vígszínházban a Képzelt riport egy amerikai popfesztiválról előadásain a Locomotiv GT játszott, később azonban a Geminivel váltották egymást. Egyetlen nagylemezük 1976-ban jelent meg.
1976–1977-es évadban a Villon és a többiek című rockmusicalt kísérték a József Attila Színház előadásain. Villon költészetével Várszegi Gábor már régóta foglalkozott, életművét akarta színpadon is feldolgozni, hiszen személyisége nem áll túl messze a popvilágtól. Az ötlettel felkereste Victor Mátét és felvette a kapcsolatot a József Attila Színházzal. 1977-ben készült a Bolond Istók című tévéopera, szintén Victor Mátéval dolgozott az együttes. Felléptek Moszkvában is, ahová orosz nyelvű műsort vittek, melyben megzenésített Puskin- és Majakovszkij versek is szerepeltek.
Közreműködtek több darabban és rádiójátékban, például a Holnaptól nem szeretlek című, zenés rádiójátékban, 1974-ben. Kovács Katit rádiófelvételeken kísérték, itthon és külföldön egyaránt. Felléptek jótékonysági koncerten is, például 1974. május 26-án az Afrika nevű mozambiki gyermekfalu árváinak megsegítésére rendezett jótékonysági koncerten, a Várkert Bazárban.
1970 szeptemberében a Guinness Rekordok Könyvébe is bekerült a zenekar, az Ifiparkban ugyanis tizenkét órán keresztül játszottak megszakítás nélkül. A vezetöség csend-rendeletre hivatkozva a tervezett 24 óra helyett kevesebbet engedélyezett.
Az együttes Szilas Imrével beatmiséken is részt vett.
A zenekar története 1978-ban lezárult. Rövid ideig működött más tagokkal (Albert Gábor, Dávid Gábor, Szigeti Edit, a régiek közül már csak Papp Imre és Markó András maradt a zenekarban).
2001. március 9-én a Gemini egy jótékonysági koncert erejéig újra összeállt a Budapest Kongresszusi Központban, Baranski Lászó (gitár), Bardóczi Gyula (dob), Heilig Gábor (basszusgitár, ének), Markó András (orgona, ének), Papp Imre (zongora, ének), Szabó György Balázs (ének) felállásban, de jelen volt Victor Máté, Kékes Zoltán és Szidor László is. Ebből az alkalomból kiadtak egy válogatás-CD-t a legnagyobb slágereikből.

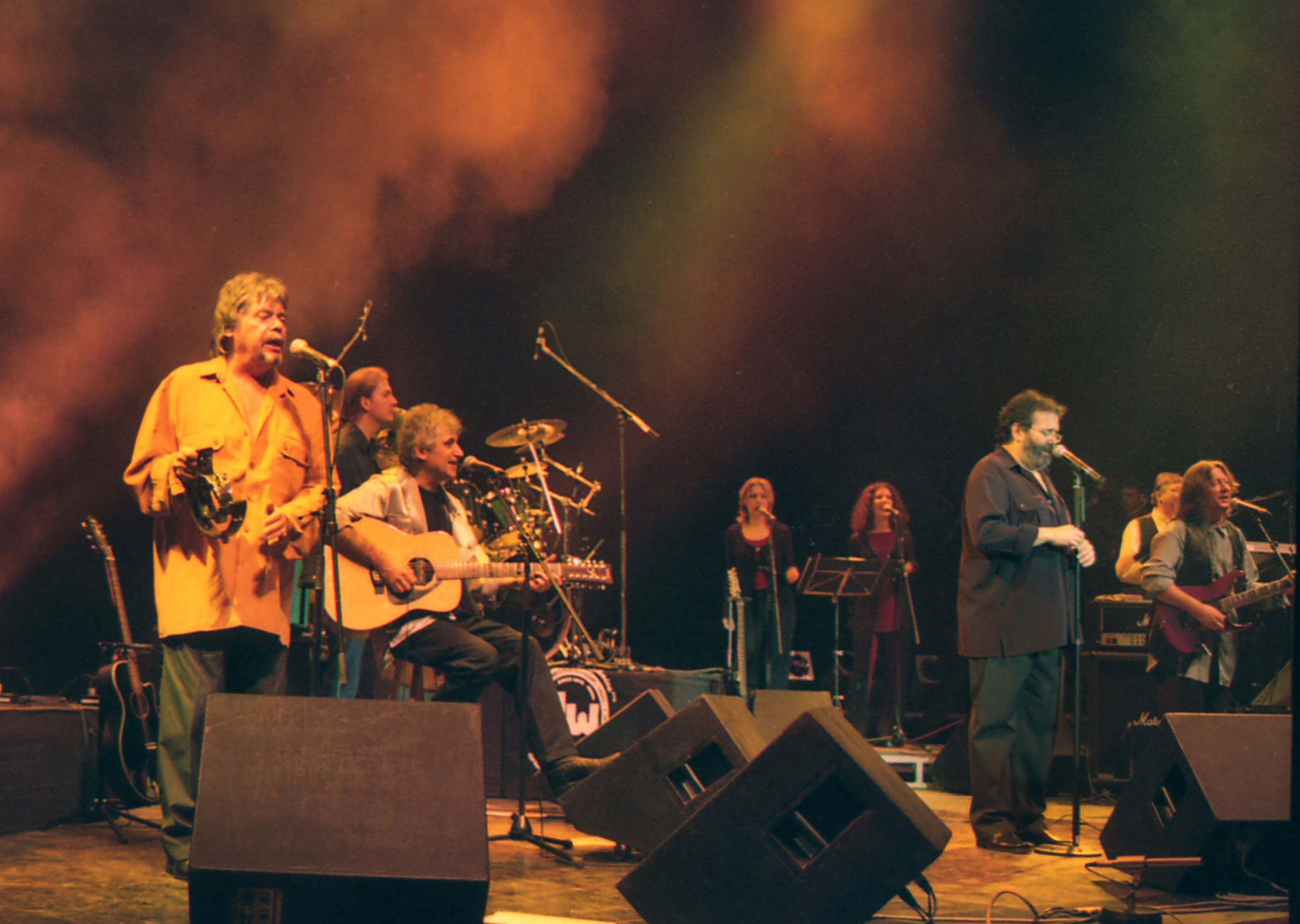
A Budapest Kongresszusi Központban jótékonysági koncerten (2001)

2023. november 12-én emlékestet tartott az együttes. A műsorvezető: B. Tóth László volt, felállás:Baranski László – gitár, Bardóczi Gyula – dob, Heilig Gábor – basszusgitár, ének, Markó András – orgona, ének, Victor Máté – ének, Kovács Péter (Kovax) – zongora, ének és Porvay György László – basszusgitár.

## Tagok

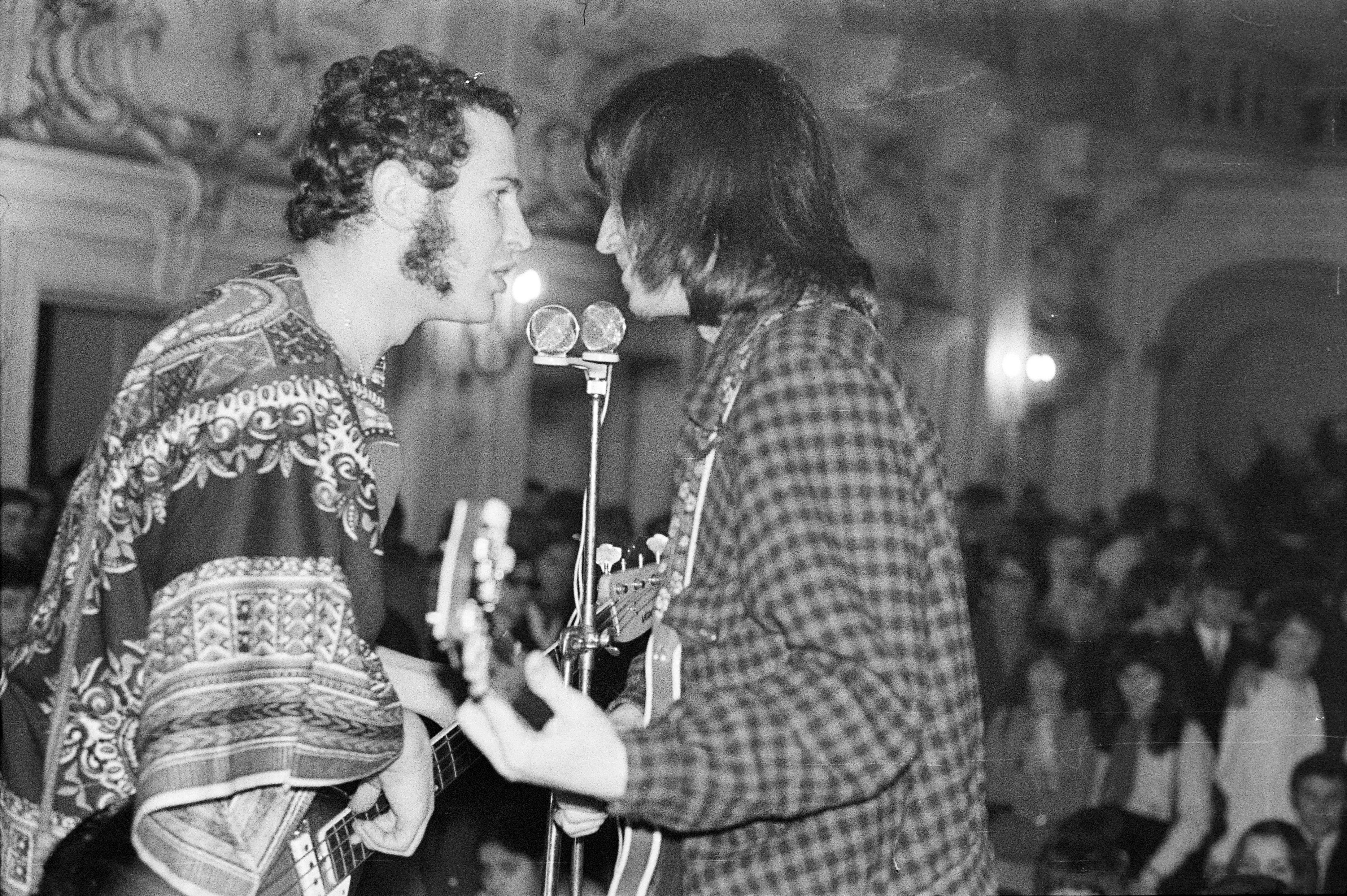
Várszegi Gábor és Kékes Zoltán

- Várszegi Gábor (basszusgitár, 1964–79)
- Petneházy Gábor (szaxofon)
- Bardóczi Gyula (dob, 1964–79)
- Szabó György Balázs (énekes, vokál, 1965–75)
- Pusztai István (gitár, 1964)
- Szidor László (billentyűs, 1969–72)
- Kékes Zoltán (gitár, 1969–72)[21]
- Markó András (orgona, 1969–71, 1973–)
- Rusznák Iván (gitár, 1970–72)
- Papp Imre (billentyűs, vokál, 1971–81)
- Baranski László (gitár, 1972–79)
- Heilig Gábor (basszusgitár, vokál, 1975–79)
- Dávid Gábor (dob, 1979–)
- Szigeti Edit (gitár, 1979–)
- Szilas Imre (1968–)
- Pusztai Gábor (gitár, 1964–79)
- Albert Gábor (basszusgitár, 1979–).[22]

## Diszkográfia

### Nagylemez
A Gemini együttesnek egyetlen nagylemeze jelent meg, 1976-ban a Pepita kiadásában. Katalógusszáma: SLPX 17508. (Gemini album)

### Kislemezek
- Nem nyugszik a szívem / Aki soha nem próbálta (1972; SP 964)
- Lívia / Victor Máté: Szólj a fűre, fákra (1972; SP 988)
- Vándorlás a hosszú úton / Neked csak egy idegen (1973; SP 70113)
- De furcsa ez a világ / Csupasz Hold (km.: Kovács Kati) (1974; SPS 70116)
- Holnaptól nem szeretlek (1974; 3 kislemez: SP 70123–25)
- Ki mondja meg / Syconor: Kék égből szőtt szerelem (1974; SP 70139)
- Semmi sem tart örökké / Látszik rajtam, hogy szeretlek (1975; SPS 70162)
- Rock and Roll / Hogyha újból gyerek lennék (1975; SPS 70184)
- A labda / Várok rád (1975; SP 70186)
- Ez a dal lesz az üzenet / Apostol: Gyere, gyere, gyorsan (1975; SP 70192)
- Álom-vonat / Illés: Hogyha egyszer (1977; SPS 70275)
- Félek / M7: Mondd meg bátran (1980; SPS 70422)
- Szívedből játsszál / Azért te mégis boldog lehetsz (1980; SPS 70452)
- A végzet asszonya / Colombus: Ha valaki önmagán nevet (1981; SPS 70476)
- Ments meg engem / Karda Beáta: Szép álom (1981; SPS 70505)

### 2001. válogatás CD
- 01 – Vándorlás A Hosszú Úton (Papp Imre – Huszár Erika)
- 02 – Neked Csak Egy Idegen (Papp Imre – Huszár Erika)
- 03 – Énekelj (Papp Imre – Várszegi Gábor)
- 04 – Azon A Szombat Éjszakán (Markó András – Tardos Péter)
- 05 – Hajnalodik (Papp Imre – Várszegi Gábor) - korábban a Volán együttes játszotta.
- 06 – Lívia (Victor Máté – Kántor István)
- 07 – Álomvonat (Markó András – Heilig Gábor)
- 08 – Ha Eladod A Szíved (Papp Imre – Tusnádi Miklós – Várszegi Gábor)
- 09 – Csavargóének (Heilig Gábor – Heilig Gábor)
- 10 – Hogyha Újból Gyerek Lennék (Papp Imre – Várszegi Gábor)
- 11 – Repülő Zenekar (Markó András – Várszegi Gábor)
- 12 – Látszik Rajtam, Hogy Szeretlek (Markó András – Huszár Erika)
- 13 – Várok Rád (Papp Imre – Várszegi Gábor)
- 14 – Légy Enyém Százszor (Papp Imre – Várszegi Gábor)
- 15 – Ki Mondja Meg Nekem (Papp Imre – Huszár Erika)
- 16 – Ez A Dal Lesz Az Üzenet (Papp Imre – Várszegi Gábor)
- 17 – Mosolyogj, Ha Elém Állsz (Papp Imre – Várszegi Gábor) - korábban a Volán együttes játszotta.
- 18 – Keresem Az Álmaim (Markó András – Várszegi Gábor)
- 19 – A Labda (Markó András – Huszár Erika)
- 20 – Semmi Sem Tart Örökké (Papp Imre – Várszegi Gábor)
- 21 – Ne Felejts El Emlékezni Arra (Papp Imre – Várszegi Gábor)--

## Filmek
- 2019. Spanyolul tudni kell – zene (magyar vígjáték, 110 perc, 2019)
- 1976. Táncoljunk! '76 – Szilveszteri popzene színész (75 perc, 1976)